# Mahra kormányzóság

Mahra kormányzóság elhelyezkedése Jemenen belül

El-Mahra kormányzóság (arabul محافظة المهرة [Muḥāfaẓat al-Mahra]) Jemen huszonegy kormányzóságának egyike. Az ország keleti részén található, Hadramaut kormányzóság és Omán között (a hármas határnál egy ponton Szaúd-Arábiával is érintkezik). Délről az Arab-tenger határolja. Székhelye el-Gajda városa. Területe 78 073 km², népessége a 2004-es népszámlálási adatok szerint 88 594 fő.

## Közigazgatási beosztása
Mahra kormányzóság kilenc kerületre (mudírijja) oszlik. Ezek: el-Gajda, Hát, Hauf, Kráter, Kisn, Manar, el-Maszíla, Sáhán, Szahjút.

## Fordítás
Ez a szócikk részben vagy egészben  a   Governorates of Yemen című angol Wikipédia-szócikk ezen változatának fordításán alapul.  Az eredeti cikk szerkesztőit annak laptörténete sorolja fel. Ez a jelzés csupán a megfogalmazás eredetét és a szerzői jogokat jelzi, nem szolgál a cikkben szereplő információk forrásmegjelöléseként.